# Hello, Ms. Cobel
«Hello, Ms. Cobel» es el primer episodio de la segunda temporada de la serie de televisión de ciencia ficción y suspenso psicológico Severance. Es el décimo episodio general de la serie y fue escrito por el creador de la serie Dan Erickson, y dirigido por el productor ejecutivo Ben Stiller. Se estrenó en Apple TV+ el 17 de enero de 2025.
La serie sigue a los empleados de Lumon Industries, una corporación de biotecnología que utiliza un procedimiento médico llamado "separación" para separar los recuerdos de sus empleados dependiendo espacialmente de si están en el trabajo o no. Cuando los trabajadores despedidos están en el trabajo, se les llama "innies" y no pueden recordar nada de sus vidas ni del mundo exterior. Cuando están fuera del trabajo, se les llama "outies" y no pueden recordar su tiempo de trabajo. Debido a esto, Innie y Outie experimentan dos vidas diferentes, con personalidades y agendas distintas. El episodio sigue los pasos de los personajes separados que regresan a la oficina después de ejecutar la contingencia de horas extras, y la reacción de la corporación Lumon en respuesta. Amplía el mundo de Lumon presentando personajes que han sido transferidos desde otras sucursales de Lumon alrededor del mundo y mediante un video corporativo en stop motion que se muestra a los personajes. Es el primer episodio de la serie que sigue solo a los personajes intus. 
El episodio recibió elogios de la crítica, que elogió la dirección, las actuaciones, el diseño de producción, la cinematografía, los nuevos personajes y el final.

## Trama
Mark (Adam Scott) se despierta en el piso cortado en su forma intus. Preso del pánico, corre por los pasillos y encuentra la sala de bienestar de la Sra. Casey fuera de servicio. Cuando regresa a su cubículo, se sorprende al encontrar a tres nuevos empleados como sus compañeros de trabajo: Mark W. (Bob Balaban), Dario R. (Stefano Carannante) y Gwendolyn Y. (Alia Shawkat). Milchick (Tramell Tillman) llega con globos, dándole la bienvenida.
Milchick explica que han pasado cinco meses desde la revuelta de los intus, pero que es hora de sanar y seguir adelante. Le presenta a la nueva subdirectora del piso cortado, la señorita Huang (Sarah Bock), que es sorprendentemente joven. También revela que con Cobel fuera, ahora él es el gerente del piso cortado. Después del incidente, Mark y el grupo se convirtieron en el rostro de la reforma de cercenadura. Los otros exus se negaron a regresar a Lumon, sin embargo, el exus de Mark insistió en volver a trabajar, lo que lo sorprende. Milchick también se niega a dejar que Mark contacte a los demás, lo que lo obliga a aceptar su nuevo equipo de MDR.
Al día siguiente, Mark deja una nota escrita a mano en el abrigo de Mark W., advirtiéndole a su versión exus de las condiciones en el interior y pidiéndole que intervenga. Sin embargo, Mark W. informa a Milchick, quien le quita a Mark su estatus de Jefe de Departamento y se lo entrega a Mark W. Mark engaña a Milchick con una amenaza falsa en la cocina, aprovechando la oportunidad para correr a la oficina de Milchick y usar el altavoz para intentar contactar a alguien en la junta, hasta que Milchick regresa para detenerlo. Milchick le ordena a Mark que salga en el ascensor, después de que este último diga que simplemente quiere recuperar a su equipo.
Cuando se despierta al día siguiente, Mark ve llegar a Dylan (Zach Cherry), Irving (John Turturro) y Helly (Britt Lower), quienes le explican la situación. Luego, la señorita Huang los lleva a una sala de descanso renovada, donde Milchick los está esperando. Les reproduce un video animado explicando que la "Rebelión Macrodata" resultó en nuevas reformas en Lumon para mejorar el ambiente de los compañeros de trabajo, haciéndolos parecer agradecidos por el levantamiento. El vídeo incluye grabaciones de las conversaciones de los innies el día de su revuelta. Posteriormente, Milchick les da una oportunidad a los cuatro: si quieren abandonar, pueden hacerlo en su forma intus. Después de que Milchick se va, Mark comparte lo que vio afuera, pero Helly miente para ocultar su identidad como Helena Eagan, e Irving no puede hablar sobre su intento de conocer a Burt.
A pesar de sentir que sus partes intus y exus no son iguales, Helly le dice a Mark que se quedará para ayudarlo a encontrar a la Sra. Casey. Irving decide irse, decidiendo que su vida interior ahora no tiene sentido después de descubrir que la vida exterior de Burt tiene otra pareja romántica. Dylan intenta consolarlo e Irving le susurra que se despertó en su apartamento y encontró una pintura de un pasillo oscuro con un ascensor al final. Huang los interrumpe, ya que Milchick quiere ver a Dylan en su oficina. Milchick finalmente le cuenta a Dylan sobre su vida exus y le revela que el nombre de su esposa es Gretchen. Él lleva a Dylan a través de un pasillo, explicándole que está planeando una nueva suite donde las familias de sus exus puedan visitarlos, pero le pide que no se lo diga a los demás. Cuando Dylan regresa al cubículo, ve que Irving cambió de opinión y decidió quedarse. El equipo reanuda el trabajo y se revela que el último archivo MDR de Mark, "Cold Harbor", pertenece a la Sra. Casey/Gemma.

## Desarrollo
El episodio fue escrito por el creador de la serie Dan Erickson y dirigido por el productor ejecutivo Ben Stiller. Esto marcó el cuarto crédito como guionista de Erickson y el séptimo crédito como director de Stiller.

### Escritura
Erickson explicó que los personajes se sintieron "conmocionados" después de los eventos del final de la primera temporada, lo que explica la decisión de Helly de mentir sobre su identidad exus, afirmando que «cada uno de ellos tiene que tomar una decisión cuando regresen sobre cuánto de eso están dispuestos o listos para compartir». Explicó que la decisión de Helly se basa en el «horrible» descubrimiento de que ella era «lo que más odia».
El grupo de MDR siempre estuvo listo para reunirse en el primer episodio, y Erickson explicó: «Al final del día, son el corazón y el alma del programa. Hablamos en un momento sobre extenderlo un poco más, y fue tentador, recuerdo el día que filmamos la primera escena con Stefano, Bob y Alia, pensamos: "Oh, a mí también me gustaría ver este programa. Este también sería un programa muy divertido en un universo alternativo". Pero incluso con lo encantador que es ese grupo, creo que hay una sensación de alivio que surge en esa escena en la que Irving, Dylan y Helly salen del ascensor, porque hemos invertido mucho en ellos, los amamos tanto y queremos verlos juntos. Hablamos de extenderlo un poco, pero al final del día sabemos lo que la gente quiere, lleguemos allí». Añadió: «Queríamos que fuera un poco de distracción, pero que finalmente nos devolviera al equipo que hemos llegado a conocer y amar».

### Casting
El episodio presenta a Sarah Bock como la señorita Huang, la nueva subdirectora del piso cortado. Bock explicó que las intenciones de su personaje son que «ella podría tener un poco más de control de lo que parece, lo que fue mi primera pista sobre su personalidad extraña pero definitivamente decidida». Erickson explicó que la decisión de escribir al personaje como una niña se hizo para dar una reacción «extraña y divertida», ya que resultaría difícil odiar a una niña a pesar de su conexión con Lumon. Agregó que «esto desconcierta a los intus, porque existe casi un deseo intrínseco de proteger a esta persona, incluso aunque esté en el equipo de los opresores».

### Rodaje
El episodio se filmó durante 5 meses, debido a un cronograma de filmación en el que las escenas se filmaron fuera de orden. Stiller pretendía que la escena inicial de un Mark en pánico corriendo por los pasillos fuera un contraste con la escena de él caminando felizmente por ellos en el estreno de la primera temporada, diciendo «digámosle a todo el mundo que esto va a ser un poco más estimulante, un poco más de energía, un poco más... Las apuestas son un poco más altas, y hagámoslo de una manera que no hemos visto antes».
El episodio es el primero de la serie que sigue solo las partes internas de los personajes separados. La toma de Mark subiendo y bajando en el ascensor se hizo en una sola toma.

### Vídeo en stop motion "Lumon is Listening"

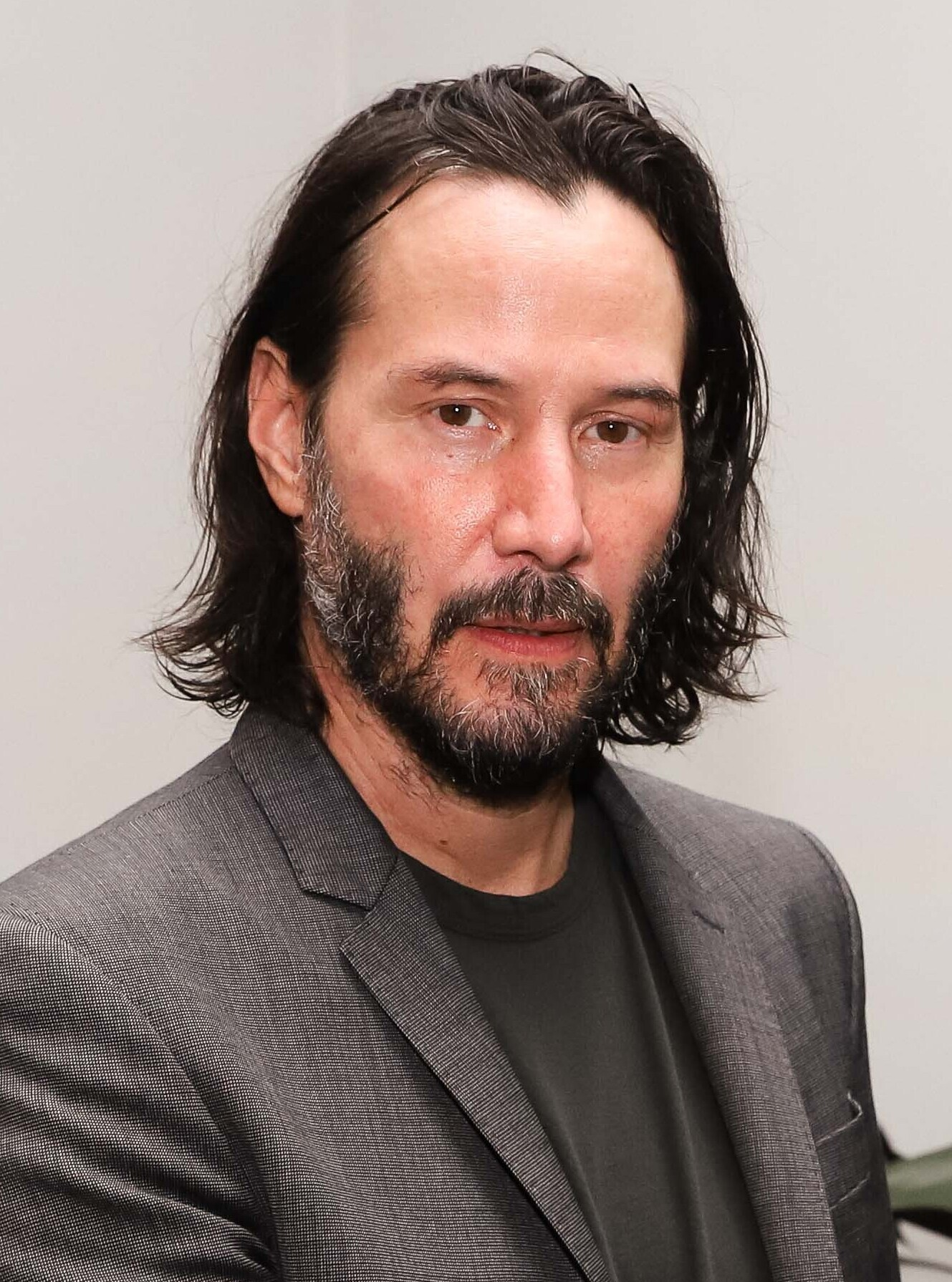
Keanu Reeves hace una aparición no acreditada en el episodio como narrador del video "Lumon is Listening".

A los personajes se les muestra un video en stop motion sobre la reacción de Lumon al uso de la contingencia de horas extras por parte de los personajes, a lo que el video se refiere como el "Rebelión Macrodata" ("MDR uprising", en idioma original). El video está narrado por el edificio de oficinas de Lumon, con la voz del actor Keanu Reeves.
El vídeo fue creado por Duke Johnson y fue el primer metraje filmado de la temporada 2. La cabeza de Irving en llamas es una referencia al personaje Heat Miser del especial navideño en stop motion de 1974 El año sin Santa Claus. La comediante Sarah Sherman presta su voz a la torre de agua.

## Reseñas críticas
«Hello, Ms. Cobel» recibió elogios de la crítica. Saloni Gajjar de The AV Club le dio al episodio una "A" y escribió: «El equipo de Severance se arriesga al no decirnos nada en este episodio sobre cómo sus compañeros de afuera están lidiando con lo que los de adentro lograron. Pero hemos esperado tanto tiempo por las consecuencias, ¿qué es otra semana para ver cómo se las arregla Mark Scout después de enterarse de que su esposa podría estar viva o cómo se siente Helena Eagan sobre la declaración de su contraparte en el escenario? También está Burt abriendo la puerta a un Irving maníaco gritando su nombre. Sé que estas grandes preguntas quedan sin resolver, pero es impresionante cómo “Hello, Ms. Cobel” ofrece otras respuestas».
Alan Sepinwall, de Rolling Stone, escribió: «Es una imagen impactante con la que terminar este emocionante y extraño regreso al mundo de Severance. A pesar de situarnos dentro de la cabeza de Innie Mark, la película también nos permite ver el mundo de la misma forma que lo hace la dirección de Lumon. La vida de Severance es horrible para Helly y los demás, pero para nosotros es muy entretenido verla».
Erin Qualey de Vulture le dio al episodio una calificación perfecta de 5 estrellas sobre 5 y escribió: «Después de una pausa de casi tres años, Severance finalmente ha regresado, entregando un episodio ganador de una hora que se centra únicamente en los Innies después de su fuga mental». Ben Travers de IndieWire le dio al episodio una "A-" y escribió: «La Junta ciertamente quiere que el equipo de MDR sienta que ha ganado, o al menos que ha logrado avances -de ahí todo el alboroto sobre The Great Macrodat Uprising- pero ninguna corporación hace todo eso por la bondad de su corazón inexistente. Lumon está obteniendo algo de Mark, Helly, Dylan e Irving clasificando números en sus estaciones de trabajo, y tiene que ser algo más valioso que todo lo que están haciendo para mantenerlos allí. ¿Qué podría ser? Bueno, eso es lo que hemos estado preguntando todo el tiempo, ¿no es así? Cuanto más cambian las cosas».
Brady Langman de Esquire escribió: «Al terminar el estreno de la temporada 2 justo donde comenzó la temporada 2, Severance presentó lo que podría ser su argumento más inquietante hasta ahora: que o somos tontos para el dolor, o el capitalismo nos tiene a todos bajo su control. O ambas cosas». Erik Kain de Forbes escribió: «En resumen, un regreso fantástico a Severance, incluso si probablemente tengamos que esperar hasta la próxima semana para saber qué está pasando arriba con Mark Scout y el resto de los personajes fuera de los pasillos de Lumon. La música, la cinematografía, el sentido de urgencia, la rareza extraña, todo está de vuelta con brío y entusiasmo. No tengo quejas».
Griff Griffin de Newsweek escribió: «La compañía dice que ha ofrecido algunos incentivos nuevos para beneficiar a sus empleados, incluidos dulces gratis, pesca con ananá y una sala de espejos divertidos. No hay reformas de ningún valor. Al final del episodio, los cuatro empleados se sientan a trabajar, aparentemente de buen humor por reunirse. No puede durar mucho». Breeze Riley de Telltale TV le dio al episodio una calificación de 4.5 estrellas de 5 y escribió: «Después de una pausa de casi tres años, el thriller de ciencia ficción de Apple TV+ , Severance, está de regreso para la temporada 2. ¿Valió la pena la espera para descubrir qué les sucedió a los "innies" después de que hicieron contacto con el mundo exterior? Si el primer episodio de la temporada 2 de Severance, "Hello, Ms. Cobel", es un indicador, sí lo fue».